# Hugo Lapalus
Hugo Lapalus (* 9. července 1998, Annecy) je francouzský běžec na lyžích. Jeho nejsilnější disciplínou je bruslení, vyhovují mu především střední a delší tratě. 
Startoval třikrát na Mistrovství světa v klasickém lyžování a jednou na Zimních olympijských hrách.

## Výsledky na OH
| Rok  | Věk | 15 km | 30 km skiatlon | 50 km hromadný start | sprint | 4 × 10 km štafeta muži | sprint dvojic |
| ---- | --- | ----- | -------------- | -------------------- | ------ | ---------------------- | ------------- |
| 2022 | 23  | 7.    | DNF            | —                    | —      | 3.                     | 7.            |

## Výsledky na MS
| Rok  | Věk | 15 km | 30 km skiatlon | 50 km hromadný start | sprint | 4 × 10 km štafeta | sprint dvojic |
| ---- | --- | ----- | -------------- | -------------------- | ------ | ----------------- | ------------- |
| 2021 | 22  | 21.   | DNF            | —                    | —      | 3.                | —             |
| 2023 | 24  | 11.   | 16.            | 26.                  | —      | 4.                | —             |
| 2025 | 26  | 11.   | 11.            | 16.                  | —      | 4.                | —             |